# Arnie Dickins
Arnie Bradley W.Dickins (ur. 6 września 1991) – australijski judoka. Olimpijczyk z Londynu 2012, gdzie zajął 33. miejsce w wadze ekstralekkiej.
Uczestnik mistrzostw świata w 2011. Startował w Pucharze Świata w 2009, 2011 i 2013. Dziewiąty na igrzyskach Wspólnoty Narodów w 2014. Wicemistrz Wspólnoty Narodów w 2010. Zdobył cztery medale mistrzostw Oceanii w latach 2010 - 2014. Mistrz Australii w 2010, 2011, 2013 i 2014 roku.

## Letnie Igrzyska Olimpijskie 2012
| Konkurencja | Eliminacje              | Klas. końcowa |
| Konkurencja | Przeciwnik I            | Miejsce       |
| ----------- | ----------------------- | ------------- |
| 60 kg       | Betkil Szukwani (GEO) P | 33.           |